# Coleophora singreni
Coleophora singreni é uma espécie de mariposa do gênero Coleophora pertencente à família Coleophoridae.